# Lena Lindehag
Lena Lindehag, född 8 oktober 1974, folkbokförd Lena Anna Maria Karlsdotter Lindehag, är en svensk journalist och spänningsförfattare. 
Lindehag är digital redaktör på Expressen där hon tidigare varit bland annat nyhetsreporter och kriminalreporter. 
Hon gav 2010 ut Barnsäkerhetsboken, som sammanställer råd och tips från olika myndigheter och vårdinstanser om olika risker för barn som kan förebyggas eller förhindras. Lindehag ville göra en enkel och lättöverskådlig handbok som en vägledning om barnsäkerhet, och Aftonbladet kallade boken för "... boken alla föräldrar och barnpassare borde drömma om".
År 2020 gav hon tillsammans med Ingela Jansson ut Mina åtta år i Kality: Berättelsen om hur småstadstjejen Ingela blev "Storbedragerskan" och hamnade i Etiopiens mest fruktade fängelse.
I april 2023 debuterade hon skönlitterärt med deckaren I natt är jag din, första delen i serien om den forensiska psykologen Sara Benedikt. Boken är inspirerad av det verkliga mordet på Anette Wernersson i Linköping 1971. Del två, Sista morgonen, släpptes i april 2024.